# Amanda Gardier
Amanda Gardier (* um 1990) ist eine US-amerikanische Jazzmusikerin (Altsaxophon, Flöte, Klarinette, Komposition).

## Leben und Wirken
Gardier erwarb den Bachelor-Abschluss in Musikpädagogik mit Nebenfach Jazz-Studien an der Indiana University. Als Performerin hat Amanda Erfahrung bei Aufnahmesessions, Theater-Orchestern, Bigbands, Jazzcombos, Soul/R&B-Bands, Kammerensembles und Konzertbands gesammelt. Insbesondere trat Amanda mit dem Orchester der Cardinal Stage Company, der Disneyland All-American College Band, den Bühnenbands der Holland-America Cruise Line und dem Dave Stryker Blue to the Bone Octet auf. Aufnahmen entstanden außerdem mit ihrem Mann Charlie Ballantine (Life Is Brief: The Music of Bob Dylan). Des Weiteren spielte sie mit Wayne Wallace, Steve Houghton, Sal Lazano und Brian Culbertson auf. 
Mit Empathy (Green Mind Records) legte sie 2018 ihr Debütalbum vor, eingespielt mit einem größeren Ensemble. Nach dem Quartettalbum Flyover Country (2020) veröffentlichte sie 2024 Auteur: Music Inspired by the Films of Wes Anderson, an dem Dave King, Charlie Ballantine und Jesse Wittman mitgewirkt hatten. Gardier lebte lange Jahre in Indianapolis, inzwischen in Baltimore.
Über Gardiers zweites Album Flyover Country (2020) schrieb Dan McClenaghan in All About Jazz, Gardier schreibe schöne Melodien und setzte sie zusammen mit ihrer Band mit Finesse um. „Komplexe Harmonien, verlockende Melodien und sanfte Balladen umhüllen Amanda Gardiers Flyover Country, während sie sich einen Platz unter den aufstrebenden Saxophonisten erobert“, charakterisierte Michele L. Simms-Burton (Down Beat) das Album, dem sie drei (von fünf) Sternen gab.

## Diskographische Hinweise
- Flyover Country (GMR 2020), mit Ellie Pruneau, Brendan Keller-Tuberg, Carrington Clinton
- Auteur: Music Inspired by the Films of Wes Anderson (2024)